# Dartchery op de Paralympische Zomerspelen 1968
De IIIe Paralympische Spelen werden in 1968 gehouden in Tel Aviv, Israël. De bedoeling was dat de spelen, net zoals de Olympische Spelen dat jaar in Mexico-Stad (Mexico) gehouden zouden worden. Maar de Mexicaanse regering zag ervan af vanwege de moeilijkheden die het met zich meebracht. 
Het dartchery was een van de 10 sporten die op het programma stonden. Er stond bij het dartchery maar één evenement op het programma, het gemengd paren.

## Gemengd

### Paren
| Klasse | land | Goud                   | land | Zilver               | land    | Brons                                                |
| ------ | ---- | ---------------------- | ---- | -------------------- | ------- | ---------------------------------------------------- |
| open   | USA  | Geissinger Kelderhouse | AUS  | Tony South Alan Conn | ITA JPN | Francesco Deiana Raimondo Longhi Tanaka T. Matsumoto |

Atletiek · Basketbal · Boogschieten · Dartchery · Gewichtheffen · Koersbal · Schermen · Snooker · Tafeltennis · Zwemmen
Rome 1960 ·
Tokio 1964 ·
Tel Aviv 1968 ·
Heidelberg 1972 ·
Toronto 1976 ·
Arnhem 1980